# Myctophum phengodes
Myctophum phengodes is een straalvinnige vissensoort uit de familie van de lantaarnvissen (Myctophidae). De wetenschappelijke naam van de soort werd als Scopelus phengodes in 1892 gepubliceerd door Christian Frederik Lütken.